# Ditonellapiaga

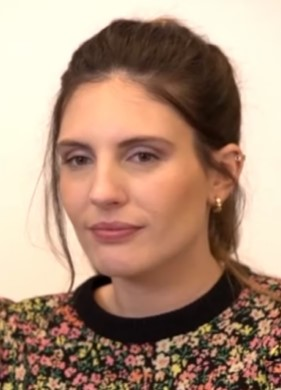
Ditonellapiaga (2022)

Ditonellapiaga (* 5. Februar 1997 als Margherita Carducci in Rom) ist eine italienische Popsängerin und Songwriterin.

## Werdegang
Ditonellapiaga näherte sich der Musik über das Theater. Weitere Erfahrungen sammelte sie bei Jam-Sessions in Lokalen in der italienischen Hauptstadt. Ihre erste Single Parli veröffentlichte sie 2019. Schließlich arbeitete sie mit dem Label Dischi Belli zusammen und brachte 2021 ihre Debüt-EP Morsi heraus, im Vertrieb von BMG. Bald darauf folgte auch eine Remix-EP. Ihr Cover des Liedes Per un’ora d’amore von Matia Bazar war Teil des Soundtracks des Films Anni da cane von Fabio Mollo. Ende 2021 veröffentlichte sie zusammen mit Fulminacci das Lied Non ti perdo mai. Im selben Jahr wurde ihre Teilnahme am Sanremo-Festival 2022 bekanntgegeben, an der Seite von Donatella Rettore. Dort erreichte sie mit Chimica den 16. Platz. Bereits vor dem Festival hatte Ditonellapiaga ihr Debütalbum Camouflage veröffentlicht, das mit der Targa Tenco als bestes Erstlingswerk ausgezeichnet wurde.

## Diskografie

### Alben
| Jahr | Titel      | Höchstplatzierung, Gesamtwochen, AuszeichnungChartsChartplatzierungen (Jahr, Titel, Platzierungen, Wochen, Auszeichnungen, Anmerkungen) | Anmerkungen                           |
| Jahr | Titel      | IT | Anmerkungen                           |
| ---- | ---------- | --- | ------------------------------------- |
| 2022 | Camouflage | IT21 (4 Wo.)IT | Erstveröffentlichung: 3. Februar 2022 |
| 2024 | Flash      | IT54 (1 Wo.)IT | Erstveröffentlichung: 10. Mai 2024    |

EPs
- Morsi (Dischi Belli / BMG; 2021)
- Morsi Remix (Dischi Belli / BMG; 2021)

### Singles
| Jahr | Titel Album        | Höchstplatzierung, Gesamtwochen, AuszeichnungChartsChartplatzierungen (Jahr, Titel, Album, Platzierungen, Wochen, Auszeichnungen, Anmerkungen) | Anmerkungen                                                                         |
| Jahr | Titel Album        | IT | Anmerkungen                                                                         |
| ---- | ------------------ | --- | ----------------------------------------------------------------------------------- |
| 2022 | Chimica Camouflage | IT9 Platin · (14 Wo.)IT | Erstveröffentlichung: 1. Februar 2022 mit Rettore Beitrag zum Sanremo-Festival 2022 |

## Belege
1. ↑  Chi è Ditonellapiaga? Età, Nome, Fidanzato e Rettore | Chiecosa. In: ChieCosa.it. 19. Februar 2022, abgerufen am 20. Februar 2022 (italienisch).
2. ↑  Mattia Barro: Ditonellapiaga ti prende a ‘Morsi’. In: Rolling Stone Italia. 24. April 2021, abgerufen am 4. Dezember 2021 (italienisch).
3. ↑  Ditonellapiaga è una rivelazione. In: Rockol.it. 1. Dezember 2021, abgerufen am 5. Dezember 2021 (italienisch).
4. ↑  In attesa dell’album di debutto Ditonellapiaga lancia “Non ti perdo mai” con Fulminacci. In: All Music Italia. 24. November 2021, abgerufen am 5. Dezember 2021 (italienisch).
5. ↑  Annunciati i BIG del Festival di Sanremo 2022. Rai, 4. Dezember 2021, abgerufen am 5. Dezember 2021 (italienisch).
6. ↑  Alben von Ditonellapiaga. In: Italiancharts.com. Hung Medien, abgerufen am 20. November 2023.
7. ↑  Chartquellen: IT
8. ↑  Auszeichnungen für Musikverkäufe: IT

| Personendaten    | Personendaten                             |
| ---------------- | ----------------------------------------- |
| NAME             | Ditonellapiaga                            |
| ALTERNATIVNAMEN  | Carducci, Margherita (Geburtsname)        |
| KURZBESCHREIBUNG | italienische Popsängerin und Songwriterin |
| GEBURTSDATUM     | 5. Februar 1997                           |
| GEBURTSORT       | Rom                                       |